# Josh Phegley
Joshua Aaron Phegley (ur. 12 lutego 1988) – amerykański baseballista występujący na pozycji łapacza w Oakland Athletics.

## Przebieg kariery
Phegley studiował na Indiana University w Bloomington, gdzie w latach 2007–2009 grał w drużynie uniwersyteckiej Indiana Hoosiers. W 2009 został wybrany w pierwszej rundzie draftu z numerem 38. przez Chicago White Sox i początkowo występował w klubach farmerskich tego zespołu, między innymi w Charlotte Knights, reprezentującym poziom Triple-A. W Major League Baseball zadebiutował 5 lipca 2013 w meczu przeciwko Tampa Bay Rays, zaliczając uderzenie i 2 RBI. 11 lipca 2013 w spotkaniu z Detroit Tigers zdobył pierwszego w karierze grand slama.
W grudniu 2014 w ramach wymiany zawodników przeszedł do Oakland Athletics.